# 神代古墳
神代古墳（じんだいこふん）は、奈良県生駒郡斑鳩町龍田にある古墳。史跡指定はされていない。

## 概要

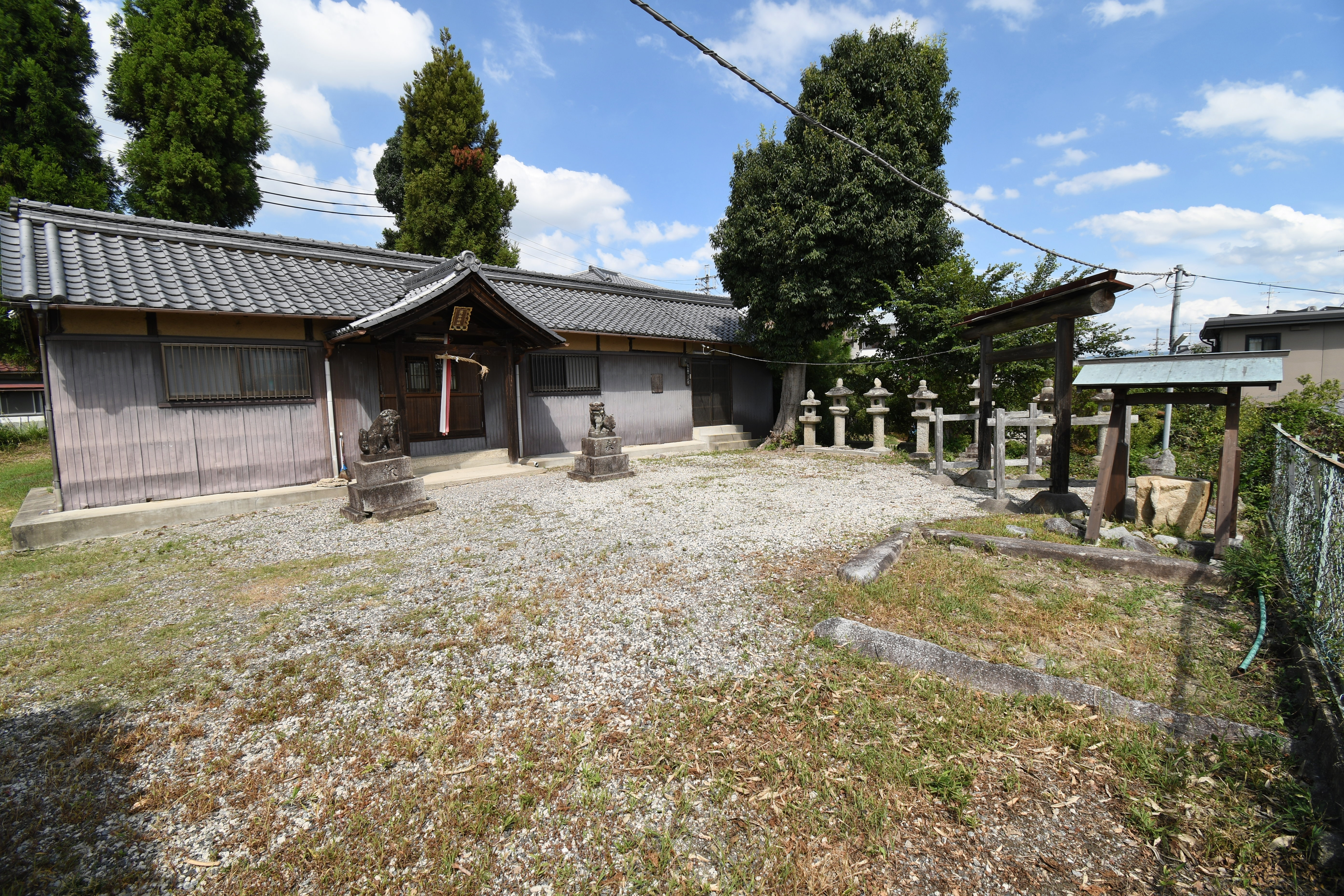
春日神社（瀧谷神社）境内右端に横口式石槨露出部。

奈良盆地北西部、竜田川東岸に築造された古墳である。現在は春日神社（瀧谷神社）境内に所在する。現在までに墳丘南半が削平されて石槨も破壊されているほか、2019年度（令和元年度）に測量調査が実施されている。
墳形は削平のため明らかでないが、方形または円形と推定され、一辺（直径）20メートル程度を測る。埋葬施設は横口式石槨で、奥壁・両側壁の3枚のみが露出して確認される。石槨の石材は花崗岩で、現状では内法は長さ2.6メートル・幅1.6メートルを測るが、大正期の『龍田案内』では長さ約1丈（約3メートル）余り・幅7尺（約2.3メートル）程度・深さ7尺（約2.3メートル）程度で陶棺が入れてあったらしいとする。副葬品は詳らかでない。
築造時期は、古墳時代終末期の7世紀中頃と推定される。被葬者は明らかでないが、上宮王家の一員とする説がある。付近では同様の終末期古墳として竜田御坊山古墳群（現在は消滅）が知られ、発掘調査では上宮王家の一員と推定される優品が出土していることから、竜田御坊山古墳群と合わせて斑鳩の首長系譜を考察するうえで重要視される古墳になる。

## 遺跡歴
- 1924年（大正13年）刊行の『龍田案内』に記述[2]。
- 2019年度（令和元年度）、測量調査（奈良大学文学部文化財学科、2021年に報告）。

## 関連文献
（記事執筆に使用していない関連文献）
- 前園実知雄「神代古墳」『斑鳩町の古墳』斑鳩町教育委員会、1990年。
- 山内紀嗣「上宮王家の墓」『網干善教先生古稀記念 考古学論集』 上巻、網干善教先生古稀記念論文集刊行会、1990年。